# Meridian (Mississippi)
Pour les articles homonymes, voir Meridian.
Meridian est une ville du Mississippi, dans le comté de Lauderdale, aux États-Unis. Elle abrite une importante base aéronavale de l’US Navy.
En 1871, des dizaines de Noirs sont assassinés lors d'émeutes raciales déclenchées par les Ligues blanches.

## Personnalités liées à la ville
- L'actrice Sela Ward est née à Méridian en 1956.
- Le chanteur Ty Herndon est né à Meridian en 1962.
- La chanteuse Hayley Williams du groupe de rock Paramore est née à Meridian en 1988.
- Le rappeur Big K.R.I.T.  est née à Méridian en 1986.

## Source
- (en) Cet article est partiellement ou en totalité issu de l’article de Wikipédia en anglais intitulé « Meridian, Mississippi » (voir la liste des auteurs).

1. ↑  Frank Browning, John Gerassi, Histoire criminelle des États-Unis, Nouveau monde, 2015, p. 272